# Калужский турбинный завод
Калужский турбинный завод (КТЗ) — предприятие энергетического машиностроения, специализирующееся на производстве паровых турбин и турбоагрегатов малой мощности. Расположен в Калуге. Один из крупнейших в России производителей оборудования для энергетики. Входит в реестр предприятий оборонно-промышленного комплекса РФ.

## История
История завода началась 9 июля 1946 года с создания инструментального цеха, а к 1950 году завод уже выпустил свою первую продукцию — 10 турбин собственной конструкции (ОР300). К 1953 году на заводе уже работало 2000 человек и 10 турбин четырёх типоразмеров начали поставлять за рубеж, а через год — в 1954 году — завод выпустил 65 турбин, но уже 8 типоразмеров.
Директор КТЗ в 1967—1976 гг. — Леонид Васильевич Прусс. С 1976 по 1997 год заводом руководил В. В. Пряхин, Герой Социалистического Труда.
В 1993 году завод преобразован в акционерное общество. В 2009 году Правительство Российской Федерации включило Калужский турбинный завод в перечень стратегических организаций, обеспечивающих реализацию единой государственной политики в отраслях экономики. В 2020 году генеральным директором Калужского турбинного завода стал И. Н. Кощеев.
Суммарная мощность энергетических установок, поставленных заводом в субъекты Российской федерации и ещё в 48 стран мира составляет более 20 ГВт. За 75 лет предприятие произвело 3038 турбин.
В 2021 году предприятие значительно увеличивает портфель заказов, активно развивается гражданское направление. В сентябре 2021 года решением Совета директоров генеральным директором ПАО «Калужский турбинный завод» избран И. Э. Кузнецов, ранее работавший заместителем генерального директора по снабжению.
В ноябре 2021 года предприятие открыло первое Студенческое конструкторское бюро на базе Калужского филиала МГТУ им. Н. Э. Баумана.
В начале 2022 года руководство Калужского турбинного завода объявило о массовом наборе персонала, более 400 человек, преимущественно рабочих специальностей.

## Награды
- В 2015 году за особый вклад в развитие экономического, социального, промышленного потенциала Калужской области, в укрепление оборонной мощи России предприятию присвоено почётное звание «Трудовая слава Калужской области»[3].
- В 2016 году за многолетнюю добросовестную работу и значительный вклад в развитие региональной экономики предприятие и его коллектив награждены юбилейной медалью Калужской области «70 лет Калужской области»[4].